# Tenisz az 1900. évi nyári olimpiai játékokon
Az 1900. évi nyári olimpiai játékokon a teniszben négy versenyszámban avattak olimpiai bajnokot. Az olimpiák történetében ez volt az első verseny, amelyen nők is részt vehettek. A lebonyolítás rendje szerint a harmadik helyet nem döntötték el külön mérkőzéssel, az elődöntő mindkét vesztese bronzérmet kapott.
A két legeredményesebb férfi teniszező, Lawrence Doherty és Reginald Doherty két-két arany- és egy-egy bronzérmet, a legeredményesebb női teniszező Charlotte Cooper két aranyérmet nyert. A versenyeken magyar sportolók nem vettek részt.

## Éremtáblázat
(A rendező ország csapata eltérő háttérszínnel, az egyes számoszlopok legmagasabb értéke, vagy értékei vastagítással kiemelve.)
| Az 1900. évi nyári olimpiai játékok éremtáblázata teniszben | Az 1900. évi nyári olimpiai játékok éremtáblázata teniszben | Az 1900. évi nyári olimpiai játékok éremtáblázata teniszben | Az 1900. évi nyári olimpiai játékok éremtáblázata teniszben | Az 1900. évi nyári olimpiai játékok éremtáblázata teniszben | Olimpia  |
| ----------------------------------------------------------- | ----------------------------------------------------------- | ----------------------------------------------------------- | ----------------------------------------------------------- | ----------------------------------------------------------- | -------- |
|                                                             | Ország                                                      | Arany                                                       | Ezüst                                                       | Bronz                                                       | Összesen |
| 1.                                                          | Nagy-Britannia (GBR)                                        | 4                                                           | 1                                                           | 3                                                           | 8        |
|                                                             |                                                             |                                                             |                                                             |                                                             |          |
| 2.                                                          | Nemzetközi Csapat (ZZX)                                     | 0                                                           | 2                                                           | 2                                                           | 4        |
|                                                             |                                                             |                                                             |                                                             |                                                             |          |
| 3.                                                          | Franciaország (FRA)                                         | 0                                                           | 1                                                           | 1                                                           | 2        |
| 4.                                                          | Cseh Királyság (BOH)                                        | 0                                                           | 0                                                           | 1                                                           | 1        |
| 4.                                                          | Egyesült Államok (USA)                                      | 0                                                           | 0                                                           | 1                                                           | 1        |
|                                                             |                                                             |                                                             |                                                             |                                                             |          |
| Összesen                                                    | Összesen                                                    | 4                                                           | 4                                                           | 8                                                           | 16       |

## Érmesek
| Az 1900. évi nyári olimpiai játékok érmesei teniszben |                                                            |                                                                                 |                                                                               |
| Versenyszám                                           | Arany                                                      | Ezüst                                                                           | Bronz                                                                         |
| férfi egyes                                           | Lawrence Doherty · Nagy-Britannia (GBR)                    | Harold Mahoney · Nagy-Britannia (GBR)                                           | Reginald Doherty · Nagy-Britannia (GBR)                                       |
| férfi egyes                                           | Lawrence Doherty · Nagy-Britannia (GBR)                    | Harold Mahoney · Nagy-Britannia (GBR)                                           | Arthur Norris · Nagy-Britannia (GBR)                                          |
| férfi páros                                           | Nagy-Britannia (GBR) · Lawrence Doherty · Reginald Doherty | Nemzetközi Csapat (ZZX) · Max Decugis (FRA) · Basil Spalding de Garmendia (USA) | Nagy-Britannia (GBR) · Harold Mahoney · Arthur Norris                         |
| férfi páros                                           | Nagy-Britannia (GBR) · Lawrence Doherty · Reginald Doherty | Nemzetközi Csapat (ZZX) · Max Decugis (FRA) · Basil Spalding de Garmendia (USA) | Franciaország (FRA) · André Prévost · Georges de la Chapelle                  |
| női egyes                                             | Charlotte Cooper · Nagy-Britannia (GBR)                    | Hélène Prévost · Franciaország (FRA)                                            | Marion Jones · Egyesült Államok (USA)                                         |
| női egyes                                             | Charlotte Cooper · Nagy-Britannia (GBR)                    | Hélène Prévost · Franciaország (FRA)                                            | Hedwiga Rosenbaumová · Cseh Királyság (BOH)                                   |
| vegyes páros                                          | Nagy-Britannia (GBR) · Charlotte Cooper · Reginald Doherty | Nemzetközi Csapat (ZZX) · Hélène Prévost (FRA) · Harold Mahoney (GBR)           | Nemzetközi Csapat (ZZX) · Marion Jones (USA) · Lawrence Doherty (GBR)         |
| vegyes páros                                          | Nagy-Britannia (GBR) · Charlotte Cooper · Reginald Doherty | Nemzetközi Csapat (ZZX) · Hélène Prévost (FRA) · Harold Mahoney (GBR)           | Nemzetközi Csapat (ZZX) · Hedwiga Rosenbaumová (BOH) · Archibald Warden (GBR) |